# Picumnus minutissimus
Picumnus minutissimus là một loài chim trong họ Picidae.